# Ioann Konstantinovitj af Rusland
Ioann Konstantinovitj af Rusland (russisk: Иоанн Константинович Романов; tr. Ioann Konstantinovitj Romanov) (5. juli 1886 – 18. juli 1918) var en russisk prins fra Huset Romanov. Han var den ældste søn af storfyrst Konstantin Konstantinovitj af Rusland og hans hustru storfyrstinde Jelisaveta Mavrikjevna (født som prinsesse Elisabeth af Sachsen-Altenburg).

## Biografi
Ioann Konstantinovitj blev født den 5. juli 1886 i Pavlovsk udenfor Sankt Petersborg i Det Russiske Kejserrige. Han var det ældste barn af storfyrst Konstantin Konstantinovitj af Rusland og hans hustru storfyrstinde Jelisaveta Mavrikjevna (født som prinsesse Elisabeth af Sachsen-Altenburg). Prins Ioann giftede sig den 2. september 1911 i Peterhofs palads udenfor Sankt Petersborg med prinsesse Jelena af Serbien, datter af kong Peter 1. af Serbien og Zorka af Montenegro. De fik to børn, prins Vsevolod og prinsesse Jekatarina. Prins Ioann blev under den Russiske Revolution myrdet sammen med flere medlemmer af sin familie den 18. juli 1918 i byen Alapajevsk i Uralbjergene.

## Eksterne links
- Wikimedia Commons har flere filer relateret til Ioann Konstantinovitj af Rusland